# Arzani-Volpini
Arzani-Volpini, eller Scuderia Volpini, var en italiensk formelbilstillverkare.
Gianpaolo Volpini byggde mindre formelbilar innan han 1954 slog sig samman med motorspecialisten Egidio Arzani för att bygga en formel 1-bil. Arzani-Volpini köpte en av Scuderia Milanos bilar från säsongen 1950 som sedan modifierades grundligt. Stallet deltog endast i ett VM-lopp, i Italien 1955.
Efter F1-äventyret fortsatte företaget att bygga mindre bilar för Formel 3 och Formel Junior.

## F1-säsonger
| Säsong | Tävlingsnamn     | Bil                    | Motor                    | Poäng | Förare 1     |
| ------ | ---------------- | ---------------------- | ------------------------ | ----- | ------------ |
| 1955   | Scuderia Volpini | Arzani-Volpini Special | Maserati-Speluzzi 2.5 L4 | 0     | Luigi Piotti |